# تعمیرگاه خودرو

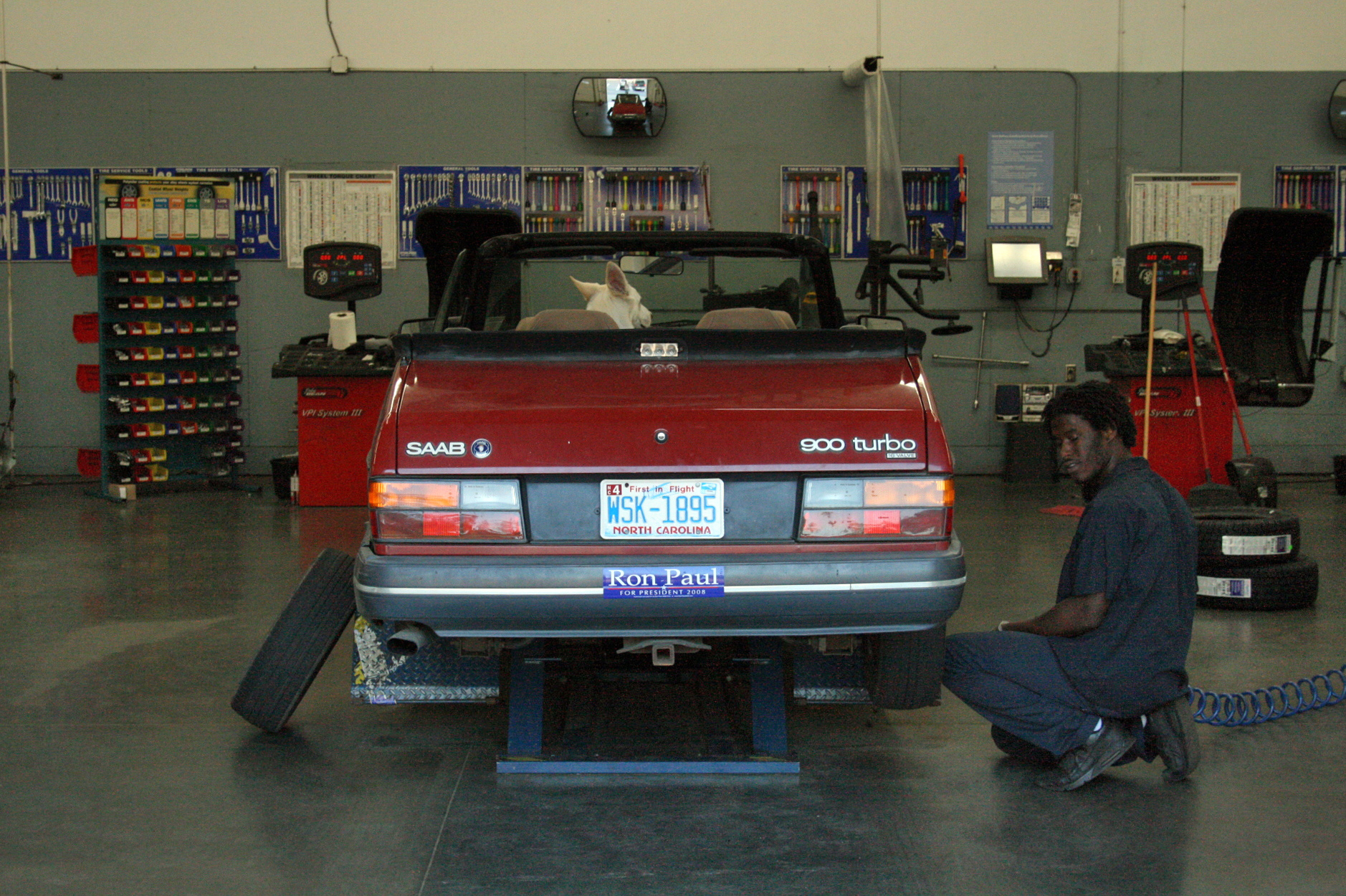

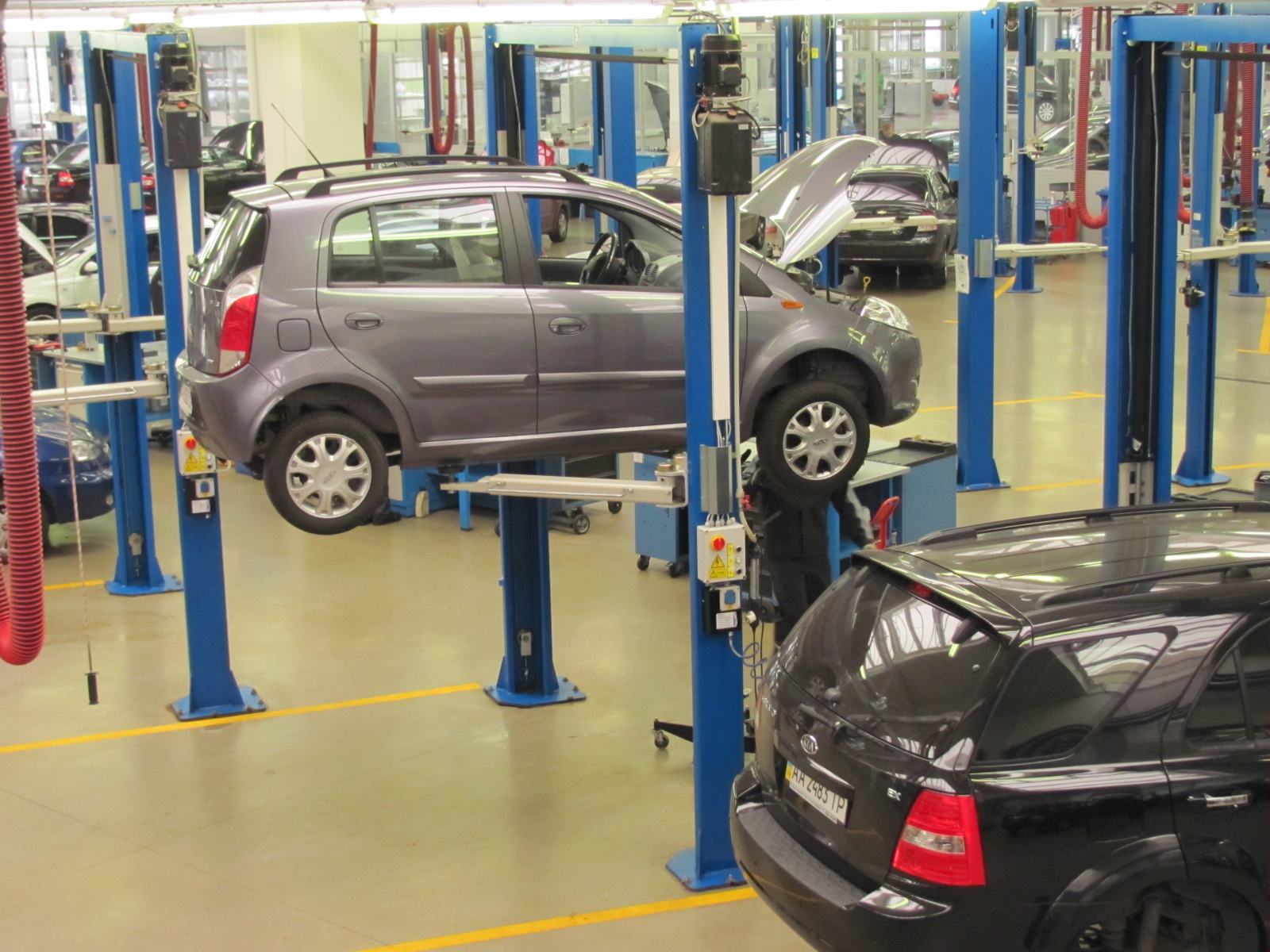

تعمیرگاه خودرو یا تعمیرخانه خودرو کارگاهی است که در آن تعمیرکاران خودرو و تکنسین‌های برق، خودروها را تعمیر می‌کنند.
نمونه‌ای از کارهایی که تعمیرکاران در تعمیرگاه انجام می‌دهند عبارتند از:
- بازدید و تعویض روغن موتور
- بازدید و تعویض فیلتر هوا
- بازدید و تعویض شمع
- تعمیر و بازدید موتور
- تعویض تسمه تایم
- تعمیر و بازدید گیربکس